# 안현초등학교
안현초등학교는 대한민국 경기도 광명시에 있는 공립 초등학교이다. 2010년에 개교했다.
광명의 다른 학교에 비해 상대적으로 최근에 지어졌다.

## 학교 연혁
- 2010년 3월 1일 초대 최백란 교장 취임
- 2010년 3월 2일 개교(학생 482명, 18학급 편성) 안현초등학교병설유치원 2학급 개원
- 2010년 3월 5일 안현초등학교 병설유치원 제1회 입학식 실시
- 2010년 3월 31일 개교 기념식
- 2010년 5월 1일 3학급 증설(1, 3, 5학년)
- 2010년 6월 1일 2학년, 4학년 2학급 증설(총 23학급)
- 2011년 2월 15일 안현초등학교 제1회 졸업(총 98명)
- 2011년 3월 2일 1학년 166명 입학(총 27학급)
- 2012년 2월 15일 안현초등학교 제2회 졸업(총 158명)
- 2012년 3월 2일 1학년 188명 입학(총 28학급)
- 2013년 2월 15일 안현초등학교 제3회 졸업(총 130명)
- 2013년 3월 1일 제2대 김선혜 교장 부임
- 2013년 3월 4일 1학년 215명 입학(총 30학급)
- 2014년 2월 15일 안현초등학교 제4회 162명 졸업
- 2014년 3월 3일 1학년 250명 입학(36학급)
- 2015년 2월 13일 안현초등학교 제5회 139명 졸업
- 2015년 3월 2일 1학년 232명 입학(37학급)
- 2017년 2월 10일 안현초등학교 제7회 175명 졸업
- 2017년 3월 1일	제3대 교장 허기순 취임
- 2021년 3월 1일 제4대 교장 전윤경 취임
- 2022년 3월 1일 초등학교 45학급, 병설유치원 2학급, 특수학급 1학급 편성
- 2023년 9월 1일 제5대 박매옥 교장 취임
- 2024년 3월 4일 1학년 123명 입학(46학급)
- 2024년 6월 22일 광명시 농구대회 우승
- 2024년 6월 25일 광명시 티볼대회 우승

## 참고 자료
- 안현초등학교 - 한국교육학술정보원 학교알리미